# ネルソンの柱
ネルソンの柱（ネルソンのはしら、英: Nelson's Pillar）は、アイルランドのダブリンにあるサックヴィル通り（後のオコーネル通り）の中心部に建てられた、頂点にホレイショ・ネルソンの像が置かれた御影石の柱。
アイルランドがイギリスの一部だった1809年に完成し、1966年3月にアイルランド共和主義者が仕掛けた爆薬によって甚大な損傷を受けるまで存続した。その後、残骸はアイルランド軍によって破壊された。2003年にダブリンの尖塔が設置されている。

## 概要
1805年のトラファルガーの海戦でのホレイショ・ネルソンの勝利を受け、ダブリン・コーポレーションが記念碑の建設を決定した。ウィリアム・ウィルキンスによる最初のデザインは、フランシス・ジョンストンによってコストの問題から大幅に修正された。像はトーマス・カークによって彫刻された。1809年10月29日のオープン以来、柱は人気の観光名所となったが、当初から美学的、政治的な論争を巻き起こしていた。街の中心部の目立つモニュメントがイギリス人を称えていることは、アイルランドの民族主義的感情が高まるにつれて人々の怒りをかきたて、撤去するべきだ、あるいはアイルランドの英雄の記念碑に置き換えるべきだとの声が19世紀を通して上がっていた。
イースター蜂起の際、柱を爆破しようとしたが、湿っていたために火薬が点火できなかった。1922年にアイルランドの大部分がアイルランド自由国となり、1949年にはアイルランド共和国となったものの、柱は街に残りつづけた。撤去の主な法律上の障害は、柱の設立時に設定された信託であり、その条件によって信託者は永久に記念碑を保存する義務を負うことになっていた。歴代のアイルランド政府は、この信託を覆す法律を制定することができなかった。ジェイムズ・ジョイス、ウィリアム・バトラー・イェイツ、オリバー・セント・ジョン・ゴガティなどの影響力のある文学者らは、歴史的・文化的な理由から柱を擁護したが、蜂起50周年を前にして撤去を求める圧力が強まり、突然の撤去も総じて一般の人々に受け入れられた。この事件はアイルランド共和国軍（IRA）の仕業であると広く信じられていたが、警察は犯人を特定することができなかった。
何年にもわたって議論され、数々の提案がなされた後、2003年には、ダブリンの尖塔がこの場所を占拠した。2000年には、元共和党活動家の一人がラジオのインタビューに応じ、1966年に爆弾を仕掛けたことを認めたが、尋問の結果、アイルランド警察は措置を取らないことを決定した。柱の遺物はダブリンの博物館にあり、他の場所でも装飾的な石像物として登場し、その記憶は多くのアイルランド文学作品に残されている。

## 背景

### サックヴィル通りとブレイクニー

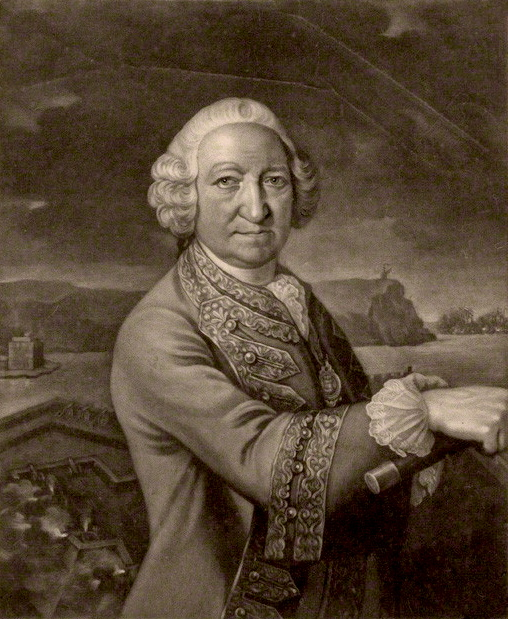
ウィリアム・ブレイクニー、サックビル通りの像はネルソンのものに先立っていた

ダブリンのリフィー川北側の再開発は、18世紀初頭に始まったが、これは主に不動産投機家ルーク・ガーディナーの事業によるものだった。1740年代には、ドロヘダ通りと呼ばれる細い道を取り壊し、大規模で堂々とした町家が立ち並ぶ広い大通りに変更した。1731年から1737年、1751年から1755年までアイルランド総督を務めたドーセット公爵ライオネル・サックヴィルに敬意を表し、サックヴィル通りと名づけた。1755年にガーディナーが死去した後も、ダブリンの発展は続き、多くの公共建築物や壮大な広場があり、1年のうち6ヶ月間はアイルランド議会が開かれたことで、ダブリンの地位はさらに高まった。1800年の合同法は、アイルランド島とグレートブリテン島をウェストミンスターの単一政治の下に統合したもので、アイルランド議会は廃止され、ダブリンは衰退の時期を迎えた。歴史家のトリストラム・ハントは「首都のダイナミズムは消滅し、不在者が戻り、大規模な家はパトロンを失った」と述べた。
サックヴィル通りの最初の記念碑は、1759年にネルソン柱が建つ場所に建てられた。この記念碑に描かれているのは、リムリック出身の陸軍将校で、60年以上のキャリアを持ち、1756年のセント・フィリップ砦包囲戦の後にフランスに降伏したウィリアム・ブレイクニー1世男爵である。1759年3月17日の聖パトリックの日には、若き日のジョン・ファン・ノストが彫刻した真鍮製の像が除幕された。ドナル・ファロンは、柱の歴史の中で、ブレイクニー像はほとんどの場合、当初から破壊行為の対象となっていたと述べている。この像がどうなったかは定かではない。ファロンの記録によると、大砲を作るために溶かされたかもしれないとあるが、1805年までには確実に撤去されていた。

### トラファルガー

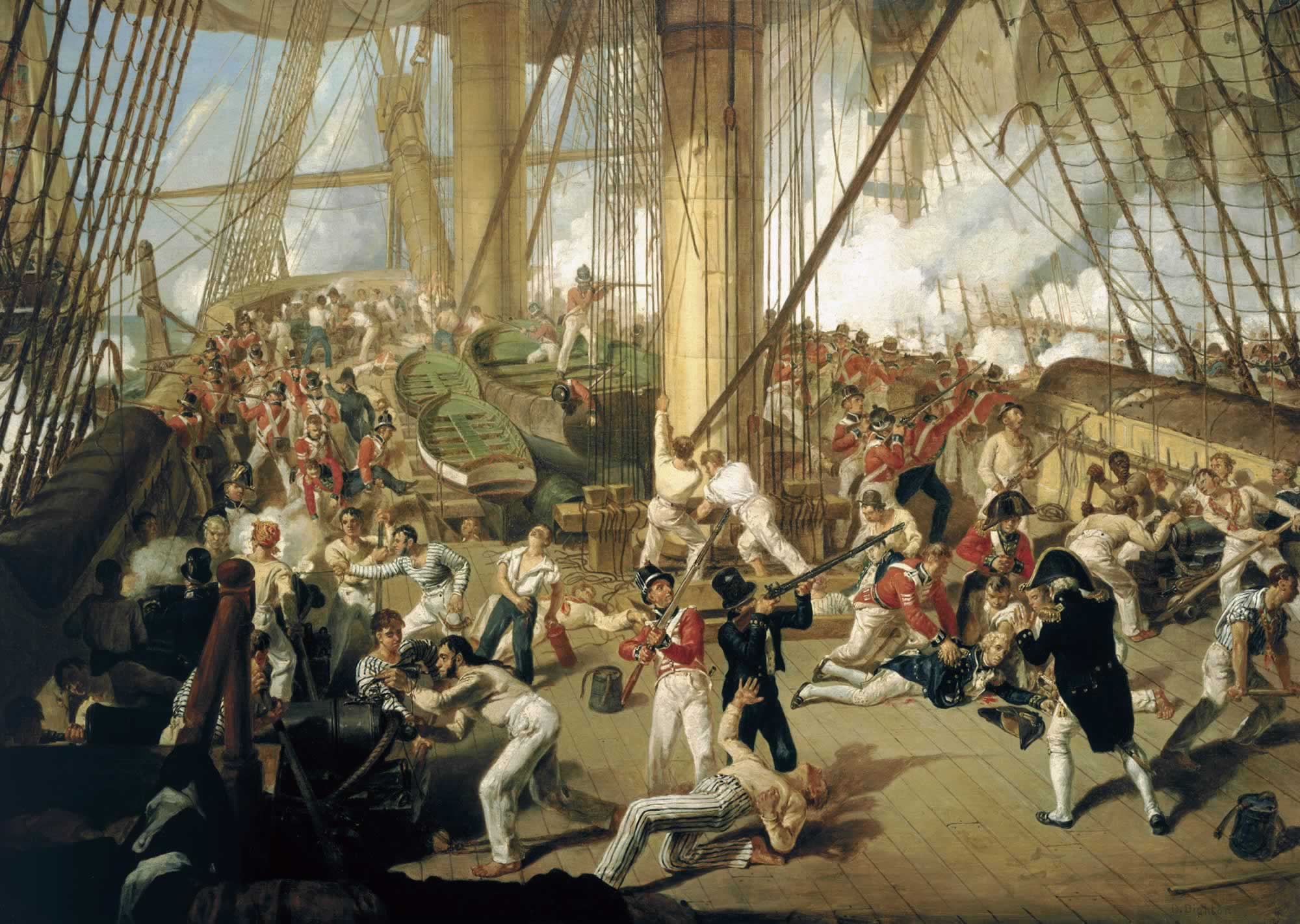
HMSヴィクトリーでのネルソンの死 デニス・ダイトン作（1825年頃）

1805年10月21日、トラファルガーの海戦では、副司令官のホレーショ・ネルソンが指揮したイギリス海軍の艦隊がフランスとスペインの連合艦隊を撃破した。旗艦HMSヴィクトリー号に座乗していたネルソンは戦闘の只中で致命傷を負い、その日の遅くに絶命したが、それまでにイギリス側の勝利は確実なものとなっていた。
ネルソンは7年前のナイルの海戦の後、アイルランドとイギリスの象徴であるハープと王冠の守護者としてダブリンで歓迎されていた。11月8日にトラファルガーの知らせがダブリンに届いたときも、同じように愛国的な祝賀があり、倒れた英雄を記念してほしいという願いが込められていた。商人階級は、公海の自由を回復し、フランスの侵略の脅威を取り除いた勝利に感謝する特別な理由を持っていた。ネルソンの艦隊の水兵の3分の1はアイルランド出身者で、その中にはダブリン出身者も含まれていた。記者のデニス・ケネディは、柱についての短い記述の中で、ネルソンはプロテスタント支配層の間だけでなく、新興の中産階級や職業階級の多くのカトリック教徒からも英雄とみなされていたであろうと考察している。
ネルソンの恒久的な記念碑への第一歩は、1805年11月18日に市会議員らが、ジョージ3世に祝辞を送った後、像の建立がネルソンの記憶への適切な賛辞となることに同意したことから始まった。11月28日、公開会議がこの意見を支持した後、市長を議長とする「ネルソン委員会」が設立された。この委員会には4名の国会議員のほか、醸造所の創業者の息子であるアーサー・ギネスをはじめとする市の著名人が参加していた。委員会の最初の任務は、記念碑の形と設置場所を正確に決定することだった。また、そのための資金を調達しなければならなかった。

## 設計・施工
ネルソン委員会は最初の会議で公募制を設け、1806年の早い時期に芸術家や建築家を招き、記念碑のデザイン案を提出させた。仕様書は用意されていなかったが、記念建築におけるヨーロッパの現代的な流行は、ローマのトラヤヌスの記念柱に代表される古典的な形式であった。当時のアイルランドでは、「勝利の柱」と呼ばれる記念碑的な柱は珍しく、1747年に建てられたオファリー県バーにあるカンバーランドの柱は稀な例外だった。提出された作品の中から、ネルソン委員会が選んだのは、若きイギリス人建築家、ウィリアム・ウィルキンスだった。ウィルキンスの提案は、台座の上に背の高いドリス式の柱を置き、彫刻を施したローマ・ガレー船がその上を取り囲むというものだった。
サックヴィル通りの場所の選択は満場一致ではなかった。ワイド・ストリート委員会は交通渋滞を心配し、海から見える川沿いの場所を提案した。もうひとつの提案は、ダブリン湾の入り口にあるホウス・ヘッドのような海辺の場所ではないかというものだった。当時サックヴィル通りにブレイクニー像が出現したことや、議会時代以降のこの通りの衰退を食い止めたいという思いが、最終的な場所の選定に影響を与えたのかもしれないとケネディは述べている。
1807年半ばまでには、資金調達が困難になっていたため、この時点での資金はウィルキンスの柱を建てるために必要な費用には程遠いものだった。委員会は、「ウィルキンスが与えた通りに設計を正確に実行することで、自分たちだけでなく、ウィルキンスにも満足してもらえるような手段が自分たちの手の中になかった」ことを悔やんで建築家に伝えた。委員会は、市事業委員会の建築家であるフランシス・ジョンストンを採用し、ウィルキンスの計画にコスト削減のための調整を行った。ジョンストンはデザインを簡素化し、ウィルキンスの繊細な台座の代わりに大きな機能的なブロックや台座を使用し、提案されていた調理室をネルソン像に置き換えた。コーク出身の彫刻家トーマス・カークは、ポートランド石で作られた像の製作を依頼された。
1807年12月までの資金は3,827ポンドで、計画の資金調達に必要とされていた6,500ポンドをはるかに下回っていた。それでも1808年初頭には、委員会は着工に自信を持ち、礎石の敷設を計画した。この式典は、1797年のサン・ビセンテ岬の海戦でのネルソンの勝利の記念日の翌日である1808年2月15日に行われ、新しい中尉である第4代リッチモンド公爵チャールズ・レノックス、様々な市民の高官や市の著名人が出席して盛大に行われた。この石には、ネルソンのトラファルガーの勝利を称えた記念プレートが取り付けられている。1809年の秋に計画が完成した時には、費用の合計は6,856ポンドだったが、寄付金は7,138ポンドに達し、委員会は282ポンドの余剰金を得ることができた。
完成したときには、その像を含む記念碑は134フィート（40.8メートル）の高さまで上昇した。台座の四方には、ネルソンの偉大な勝利と日付が刻まれている。168段の螺旋階段が柱の中空の内部を登り、像の真下にある展望台へと続いていた。委員会が発表した報告書によると、22,090立方フィート(626m3)の黒石灰岩と7,310立方フィート（207m3）の花崗岩が柱と台座の建設に使用された。柱は1809年10月21日、トラファルガーの海戦4周年に一般公開された。10進数ペンスを支払うと、訪問者は像のすぐ下にある展望台に登ることができ、初期の報告では「街とアイルランド、そして美しい湾の絶景を一望できる」と表現されている。

## 歴史

### 1809年 - 1916年
ケネディは、「それから157年間、柱の登頂はすべての訪問者のリストに欠かせないものであった」と書いている。しかし、当初から政治的にも美的にも批判があった。革命志向の強いウォルター・コックスが編集した『アイリッシュ・マンスリー・マガジン』の1809年9月号には、「我々の独立はフランスの武器ではなく、イギリスの金によって奪われた」と報じられている。ダブリン市の初期の歴史書（1808年）では、この記念碑の規模に畏敬の念を表しているが、いくつかの特徴について批判的な意見を述べている。バランスが「退屈」、台座は「見苦しい」、柱自体は「不格好」と表現されている。しかし、『ウォーカーズ・ハイバーニアン・マガジン』は、この像は被写体によく似ており、広い通りの中心にある柱の位置は他の方法では「舗道の無駄」であったものに目の焦点を与えたと考えている。

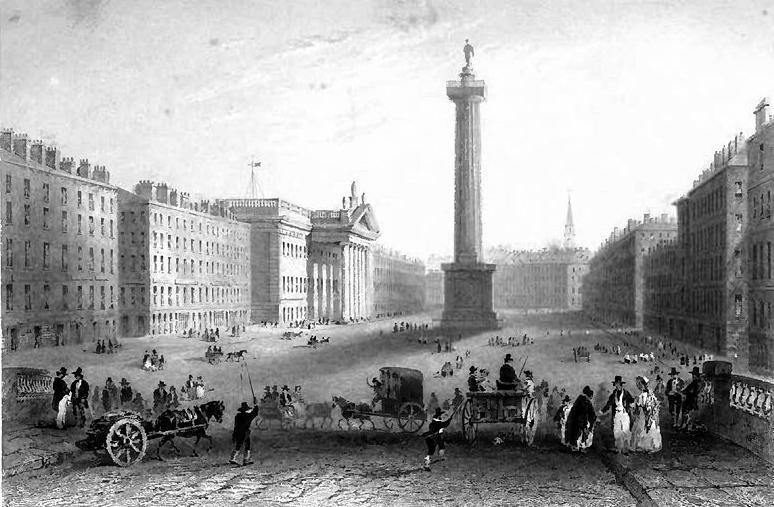
ウィリアム・ヘンリー・バートレットが1840年代初頭に描いた「ローワー・サックビル通りと柱」は、サッカレーが訪れた頃に描かれたもの

1830年までには、アイルランドでは民族主義的な感情が高まっていたため、柱は「支配の最後の砦」であった可能性が高いと考えられていた。1842年、作家のウィリアム・メイクピース・サッカレーは、ネルソンが「非常に広くてハンサムな」サックヴィル通りの真ん中にある「石柱の上」にいることを指摘している。「彼の右手には郵便局があり、左手には『グレシャムホテル・タブリン』と『帝国ホテル』がある」と述べている。数年後、この記念碑は一部の市民の誇りとなり、1849年にヴィクトリア女王がこの街を訪れた際には「ダブリンの栄光」と呼ばれた。
1840年から1843年にかけて、ロンドンのトラファルガー広場にネルソン記念柱が建てられた。全高は170フィート（52メートル）で、ダブリンの同等のものよりも高く、47,000ポンドと、建立にはかなりの費用がかかった。内部には階段や展望台はない。ロンドンの柱は、1884年5月に行われたフェニアンのダイナマイト作戦の際に攻撃の対象となったが、その基部に大量の爆薬が置かれたが、爆発には至らなかった。
1853年、ダブリン大産業博覧会に出席した女王は、柱の撤去を想定した都市計画を展示したが、1811年以降、柱の法的責任は信託されていたため、不可能であることが判明した。柱の撤去や再設置、あるいは像の交換を行うには、ロンドンでの議会法の成立が必要であり、ダブリン・コーポレーション（市政府）にはこの問題に関する権限はなかった。都市計画の提案に従った行動はなかったが、その後も定期的に撤去の試みが行われた。1876年には、元市長のピーター・マクスウィニー市参事会員が、この「見苦しい建造物」を、ダブリンにきれいな水を供給するために尽力した故ジョン・グレイ卿の記念碑に置き換えようという提案をした。市政府はこの案を推進することができなかった。

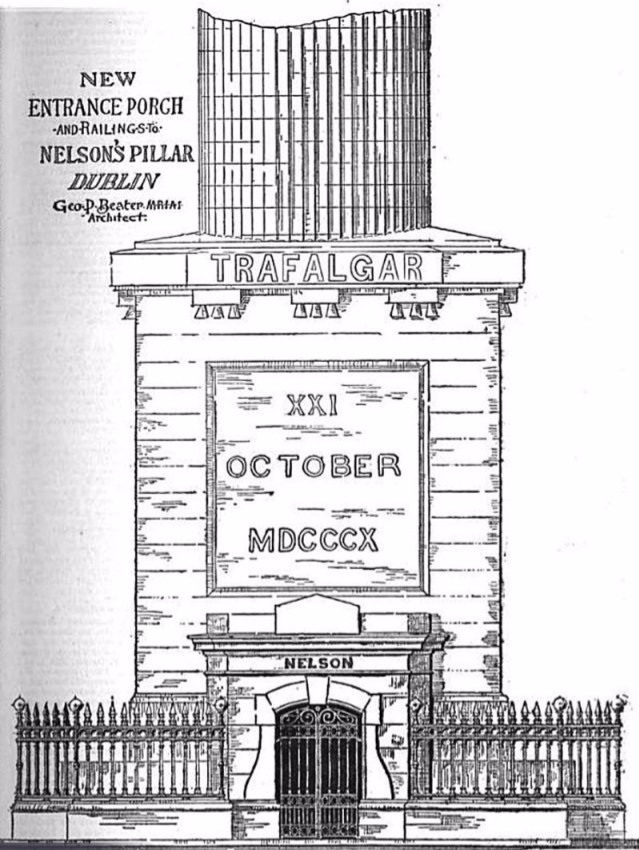
1894年のポーチのデザイン

1882年、ウェストミンスター議会はムーア通りマーケットおよびダブリン市改良法を可決したが、これは信頼を覆し、市政府に柱を再設置する権限を与えた。1891年にも同様の試みが行われたが、同様の結果となった。ダブリン市民全員が取り壊しに賛成したわけではなかったたが、一部の企業では、柱は街の中心的な存在であると考えられており、路面電車会社は、中央の路面電車の終着駅の目印として、柱の存続を求めていた。ファロンは、「いろいろな意味で、この柱は街のファブリックの一部になっていた」と述べている。
1894年には、柱の構造に数々の変更が加えられた。西側にあった当初の入口は、通りの高さから下に降りる階段で台座に入るものだったが、南側の新しい地上階の入口に変わり、大きなポーチが付いていた。モニュメント全体は重い鉄の手すりで囲まれていた。新世紀になると、ダブリンでは民族主義が高まっていたが、ダブリン・コーポレーションの評議員の8割が何らかの民族主義者だった。1905年のトラファルガー100周年を記念して、柱には旗やのぼりが自由に飾られていた。政治的な雰囲気の変化は、歴史家のイヴォンヌ・ウィランがイギリス政府への反抗を「石の中の挑戦」と表現するように、サックビル通りに新たなモニュメントが到着したことによって、長い間示されていた。1860年代から1911年の間に、ネルソンは、ダニエル・オコンネル、ウィリアム・スミス・オブライエン、チャールズ・スチュワート・パーネル、ジョン・グレイ、禁酒運動家の神父マシューの記念碑に加えられた。一方、数十年の建設期間を経て1861年、ダブリンのフェニックス・パークにあるウェリントン記念碑が完成し、1817年に礎石が敷かれた。この巨大なオベリスクは、高さ220フィート（67メートル）、基部は120フィート（37メートル）の正方形で、ダブリン生まれの初代ウェリントン公爵アーサー・ウェルズリーを顕彰している。柱とは異なり、ウェリントン公爵のオベリスクは、ほとんど議論を集めておらず、物理的な攻撃の対象にもなっていない。

### イースター蜂起（1916年4月）
1916年4月24日のイースターマンデーに、アイルランド志願兵とアイルランド市民軍の部隊がダブリン中心部の著名な建物や通りを押収した。柱に近い建物のひとつである中央郵便局（GPO）に本部を置き、暫定政府の下でアイルランド共和国を宣言した。イースター蜂起の最初の行動として記録されているのは、ピラーの近くで、騒動の調査のために派遣されたマールボロ通りの兵舎からの槍兵がGPOから発砲されたことである。混乱の中で撤退し、4人の兵士と2頭の馬を残して死亡した。

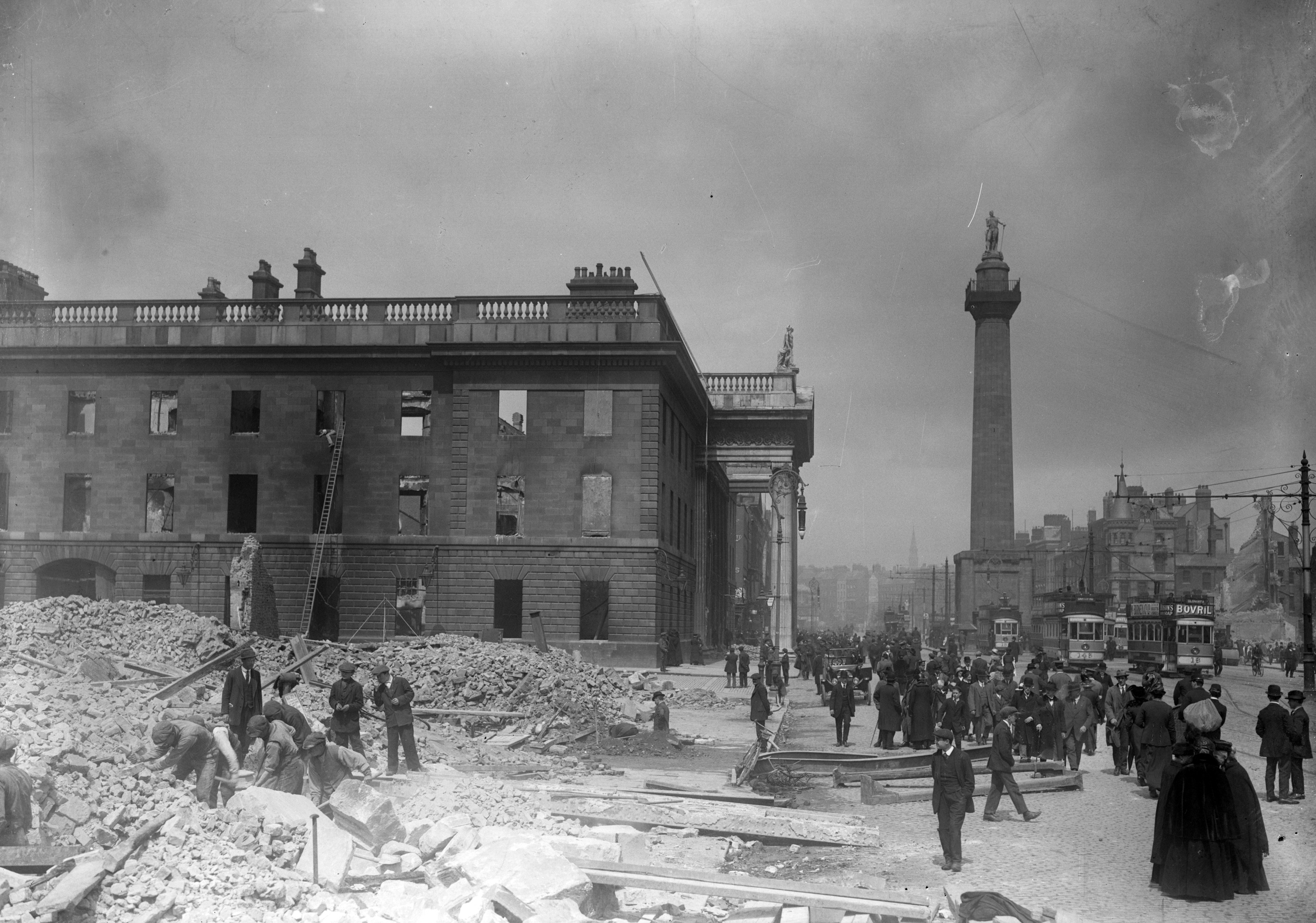
イースター蜂起後のサックヴィル通り（中央郵便局の焼けた殻と無傷のネルソンの柱）

その後、サックヴィル通りと柱周辺が戦場となった。数々の歴史によると、反乱軍は柱を爆破しようとしたと言われている。この証言は未確認であり、反乱軍が他の反乱軍の陣地に移動する際に、柱の大きな基地が反乱軍の隠れ蓑になっていたという理由で、蜂起で戦った多くの反乱軍によって論争されていた。木曜日の夜までに、イギリスの砲火はサックヴィル通りの多くを燃やしたが、作家ピーター・デ・ローザの説明によると、「柱の上で、ネルソンは千のランプに照らされたかのように、すべてを穏やかに見渡した」という。像は、9マイル（14km）離れたキライニーから、炎が見えていた。
暫定政府がついに降伏した土曜日までに、柱とリフィー川の間にあるサックヴィル通りの建物の多くが破壊されたり、ひどく損傷したりしていたが、その中にはサッカレーが賞賛した帝国ホテルも含まれていた。GPOのうち、ファサードだけが残っていた。ジョージ・バーナード・ショーは、意見の潮目に反し、都市の古典的な建築物の解体はほとんど問題にならず、「問題なのは、リフィーのスラム街が解体されていないことだ」と述べた。ニューヨークの新聞記事によると、柱は通りの破壊で失われたが、柱と像に銃弾の跡がある程度の被害しか受けていなかったという。一発でネルソンの鼻が取れたと言われている。

### その後
1919年 - 1921年のアイルランド独立戦争とそれに続く条約の後、アイルランドは分割され、ダブリンはイギリス連邦内の自治領であるアイルランド自由国の首都となった。自由国家が発足した1922年12月から、柱はイギリス政府よりもアイルランド人の問題となった。1923年、アイルランド内戦でサックヴィル通りが再び廃墟と化したとき、『The Irish Builder and Engineer』誌は、当初の柱の設置を「失態」と呼び撤去を求め、ダブリン市民協会もこの見解を支持した。詩人のウィリアム・バトラー・イェイツは、アイルランド議会の上院（シャナズ・エアラン）の一員となっていたが、他の場所での再建築を支持した。しかし、建てた人々の生活と仕事は、アイルランドの伝統の一部だからという理由で、一部の人が望んだように、破壊すべきではないと考えた。
サックヴィル通りは1924年にオコーネル通りに改名された。翌年、ダブリン警視庁とダブリン市民調査団は、柱の撤去を可能にするための法案を要求したが、成功しなかった。圧力は続き、1926年には『マンチェスター・ガーディアン』紙が「近代的な交通の妨げになっていたので、柱は取り壊されることになった」と報じている。第二次世界大戦以降も、行動、撤去、破壊、またはアイルランドの英雄像との交換を求める要求は続いた。主な障害となっていたのは、管財人が信託条件を厳格に解釈していたことと、歴代のアイルランド政府が立法措置をとることに消極的であったことだった。1936年、超民族主義者「ブルーシャツ運動」の雑誌は、この不活発さが民族精神の失敗を示していると指摘した。「征服者は死んだが、彼が残した傷跡は残っており、被害者はそれを取り除こうともしない」と述べた。
1949年までに、アイルランド自由国はアイルランド共和国へと発展し、イギリスから離脱したが、すべてのアイルランド国民が柱の撤去を支持しているわけではなかった。その年、建築史家のジョン・ハーヴェイは、柱を「大作」と呼び、これがなければ「オコーネル通りは活気を失うだろう」と主張した。取り除くための圧力のほとんどは、「この時点で交通の貫通流を作成することによって生じる混乱を視覚化することができない（中略）交通マニア」から来ていると言った。1955年のラジオ放送で、アイルランド国立美術館の前館長トーマス・ボドキンは、記念碑だけでなく、ネルソン自身を賞賛した。「彼は並外れた勇気ある人だった。勇敢な戦いで目を失い、腕も同様の方法で失った」と述べている。
1955年10月29日、アイルランド国立大学ダブリン校（UCD）の学生9名のグループは、柱の管理人から鍵を入手し、火炎放射器を含む様々な道具を持ち、内部に鍵をかけた。ギャラリーには、独立戦争中にイギリスによって処刑されたダブリンのアイルランド共和国軍（IRA）の志願兵ケビン・バリーのポスターが飾られていた。下には群衆が集まり、アイルランドの反乱軍の歌「ケビン・バリー」を歌い始めた。最終的にガルダ（アイルランド警察）のメンバーが柱に侵入し、デモは終了した。警察が主張した主な目的は宣伝であったとする学生に対しては何の措置も取られていない。
1956年、当時野党だった共和党の一員が、1803年に無残な反乱を起こしたプロテスタントの指導者ロバート・エメットの像に置き換えることを提案した。このような行動が北アイルランドのプロテスタントを刺激し、アイルランド再統一のために戦うことができると考えていた。北部では、ベルファストの記念碑を解体して再設置する可能性がストームント議会で提起されたが、北アイルランド政府の支持を得ることができなかった。
1959年、ショーン・リーマス率いる共和党新政権は、費用を理由に柱の撤去の問題を延期したが、5年後の1966年のイースター蜂起50周年に合わせて、リーマスはネルソンの柱を蜂起の指導者であるパトリック・ピアースの像に置き換える問題を「検討する」ことに同意した。アイルランド出身のアメリカ合衆国の労働組合指導者マイク・クイルから、柱の撤去に資金を提供するという申し出があったが、その申し出は受け入れられず、記念日が近づくにつれ、ネルソンはその場に留まった。

## 破壊

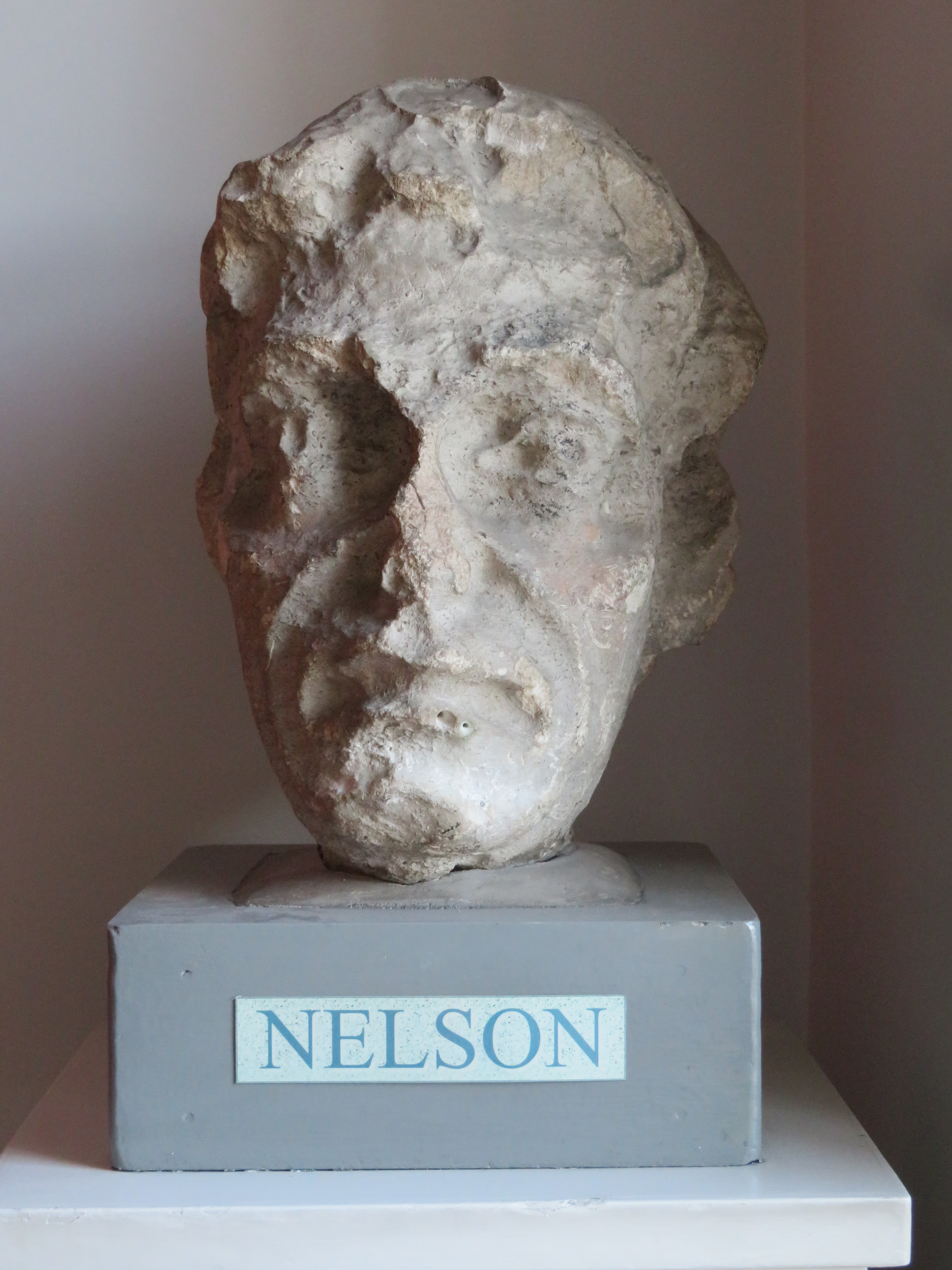
ダブリン市図書館のピアース通りにて展示されている、爆発で破壊されたホレーショ・ネルソンの像の一部

1966年3月8日、強力な爆発により柱の上部が破壊され、数百トンの瓦礫の中にネルソン像が落下した。近くにあったホテル・メトロポールのボールルームでの舞踏が終わろうとしていたが、当時のオコーネル通りはほとんど閑散としていた。死傷者はなく、近くに停めていたタクシーの運転手がわずかに逃げただけで、物的損害は爆風の強さからして比較的軽かった。柱に残ったのは、高さ21mのギザギザの切り株だった。
政府の最初の対応では、ブライアン・レニハン法務大臣は、「市民の命を顧みずに計画され、実行された暴挙」と表現したものを非難した。この反応は、アイリッシュ・タイムズ紙では、この攻撃を「国家の威信と政府の権威に直接の打撃を与えた」とみなす社説で、「地味」と見なされた。ケネディは、政府の怒りは主に、蜂起50周年記念式典から気をそらすと考えたものに向けられていたことを示唆している。
柱の不在は、街がその最も顕著なランドマークの一つを失ったと感じている一部の人々によって惜しまれていた。アイルランド文学協会は、今後どのような措置が取られたとしても、台座の文字は保存されるべきであると心配していたが、アイリッシュタイムズ紙は、アイルランド王立音楽院が残りの切り株の撤去を防ぐための法的措置を検討していると報告した。一般市民の反応は比較的軽快で、事件に端を発した数々の歌に代表されるようなものだった。その中には、ベルファストの学校の教師らが演奏した「John Brown's Body」に合わせて作られた大人気の「Up Went Nelson」が含まれており、この曲はアイルランドのチャートの上位を8週間にわたって保持した。アメリカ合衆国の新聞によると、街は歓喜に包まれ、「ネルソンは最後の戦いに負けた！」と書かれていた。アイルランド大統領のエイモン・デ・ヴァレラが『アイリッシュ・プレス』紙に電話し「英国提督、ダブリンを空路で出発」という見出しを提案したという話もあり、上院議員で大統領候補者のデイビッド・ノリスによれば、「ユーモアのある唯一の記録的な例」としている。
ダブリン・コーポレーションが「危険な建物」という通知を出したことで、柱の運命は封印された。評議員会は、切り株を撤去することで合意した。アイルランド王立建築家協会による、計画上の理由で取り壊しを遅らせるための差止命令を求める土壇場の要請は、トーマス・ティーバン判事によって却下された。3月14日、軍は制御された爆発で切り株を破壊し、安全な距離で見守っていた群衆は、報道によれば「大きな歓声を上げた」という。お土産を求め、スクランブルが起き、石工の多くの部分が現場から持ち出されていた。ネルソンの頭を含む遺物のいくつかは、最終的に博物館へ行き、台座からの文字の石細工の一部は、キルケニーのバトラー・ハウス・ホテルの敷地内に展示されているが、小さな遺物は個人の庭園を飾るために使用されている。現代とその後の記録では、陸軍の爆発は最初の爆発よりも多くの被害をもたらしたとされているが、これは神話であり、第二の爆発から生じる損害賠償請求は、最初の爆発の結果として請求された金額の4分の1以下に達したとファロンは言う。

## 余波

### 調査
当初、この記念碑はアイルランド共和国軍（IRA）によって破壊されたものとされていた。『ガーディアン』紙は3月9日、6名の男性が逮捕され、取り調べを受けていたが、身元は明らかにされず、起訴はされなかったと報じた。IRAのスポークスマンは関与を否定し、外国の支配の単なるシンボルを破壊することには関心がないと述べた。「我々は支配そのものの破壊に関心を持っている」と述べた。何の手掛かりもない中で、噂はバスク祖国と自由がアイルランド共和国の分裂グループとの訓練訓練の一部として、責任があるかもしれないことを示唆した。1960年代半ばには、ETAの火薬の専門知識は一般的に認められていた。
2000年になるまで、それ以上の情報は得られなかったが、アイルランド放送協会のインタビューで、元IRAの一員であるリアム・サトクリフが、柱の中に爆発させた爆弾を置いたのは自分だと主張した。1950年代にサトクリフは、1956年に「無謀」を理由にIRAから追放されたジョー・クライストル（1927年 - 1998年）が率いる反体制派志願者グループと関係を持っていた。1966年初頭、サトクリフはクライストルのグループが柱への攻撃「ハンプティ・ダンプティ作戦」を計画していることを知り、彼に協力を申し出た。サトクリフによると、2月28日に柱の中に爆弾を仕掛け、翌日の早朝に爆発するように計時した。爆発物はゼリグナイトとアンモナルの混合物だった。起爆に失敗したが、サトクリフは翌朝早くに戻り、装置を回収し、タイマーを再設計したという。柱が閉まる直前の3月7日、内階段を登り、改造した爆弾を立坑の上端近くに置いて帰宅した。翌日、任務の成功を知り、一晩中ぐっすり眠っていたという。サトクリフは暴露の後、アイルランド警察に尋問されたが、起訴されなかった。クライストルと弟のミック・クライストル以外の行動に関与した人物の名前を挙げなかった。

### 交代

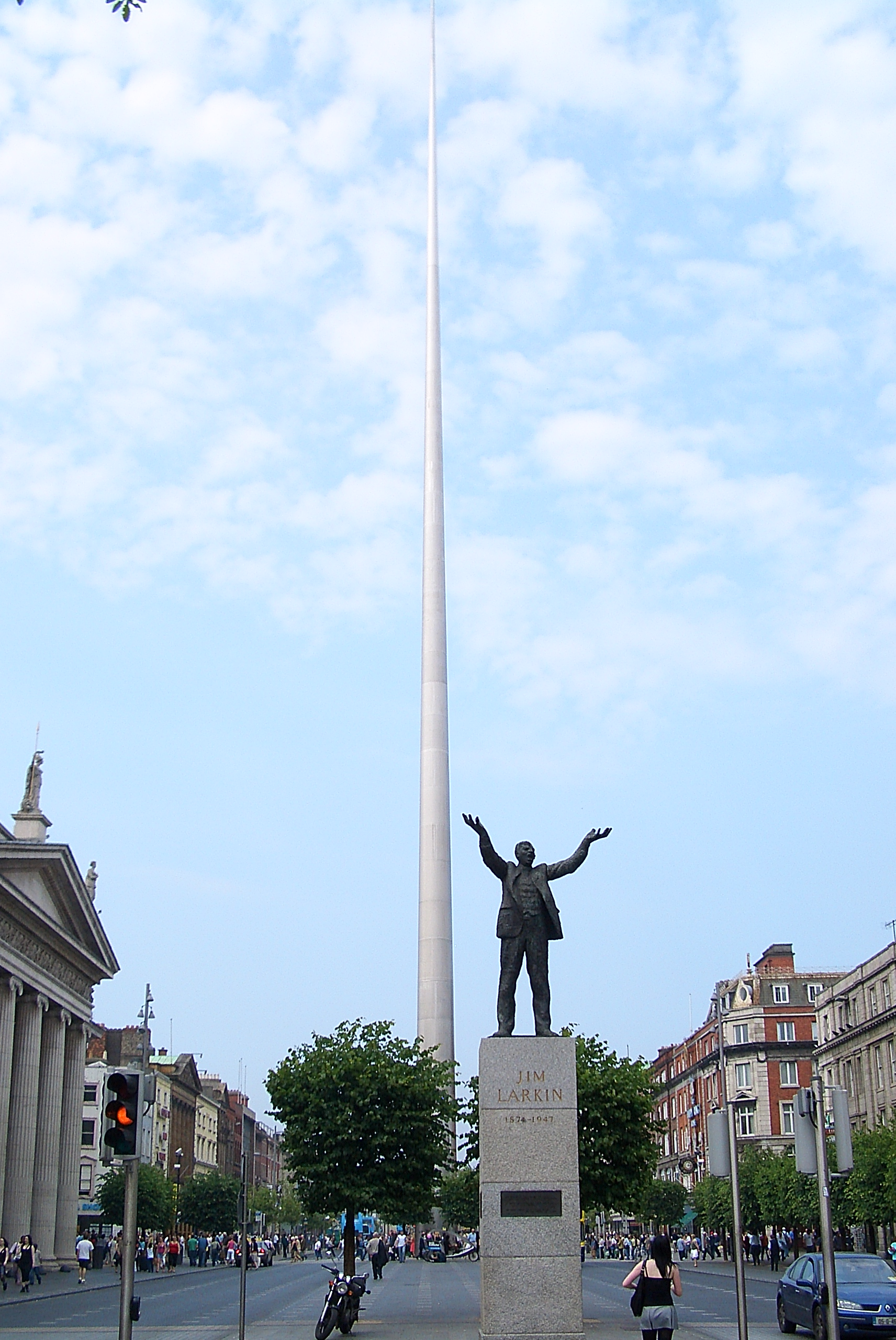
ネルソンの柱があった場所に設置されたダブリンの尖塔

1969年4月29日、アイルランド議会はネルソン柱法を可決し、柱責任を終了し、敷地の所有権をダブリン・コーポレーションに帰属させた。管財人は、柱の破壊に対する補償金として21,170ポンドと、さらに収入の損失に対する補償金を受け取った。討論会では、オーウェン・シーヒ＝スケフィントン上院議員が、柱は修理可能であり、再組み立てして再建すべきであったと主張した。
20年以上もの間、敷地は空っぽになっており、様々なキャンペーンが埋めようとしていた。1970年にアーサー・グリフィス協会は、シン・フェイン党の創始者であるアーサー・グリフィスの記念碑を提案し、1979年に100周年を迎えるピアースも提案の対象となっていた。これらはいずれもコーポレーションでは受け入れられなかった。1987年にダブリン・メトロポリタン・ストリート委員会が行った、別の像を用いた柱の再建の要請も同様に却下された。1988年、ダブリンのミレニアム記念式典の一環として、実業家のマイケル・スマーフィットが、父を偲んで「スマーフィット・ミレニアム噴水（Smurfit Millennium Fountain）」の建設を依頼した。噴水には、エイモン・オドハティが彫刻したリフィー川を擬人化したアンナ・リヴィアのブロンズ像があった。このモニュメントは「ジャグジーのふしだら女（Floozie in the Jacuzzi）」として知られていたが、一般的には評価されなかった。オドハティの仲間である彫刻家のエドワード・デラニーは、像を「悪趣味な目障り」と呼んでいた。
1988年には、ネルソンに代わる適切な永久記念碑のために、アーティストや建築家に新しいアイデアを提供することを奨励することを目的とした「柱プロジェクト」が開始された。提案には、110mの旗竿、パリの凱旋門を模した凱旋アーチ、そして当時のネルソンの柱のように街を見渡せるプラットフォームを備えた「光の塔」が含まれていた。1997年、ダブリン・コーポレーションは、2000年の新千年紀を記念するモニュメントの正式なデザインコンペを発表した。受賞作品はイアン・リッチーの「ダブリンの尖塔」で、通りから120mの高さにそびえ立つ針のような無地の建造物である。デザインは承認され、2003年1月22日、政治的、芸術的な反対があったが、完成した。尖塔建設に先立って行われた発掘調査では、ネルソン柱の礎石が発見された。貴重なコインが入ったタイムカプセルも発見されたという報道は、一時期世間を魅了したが、幻想であることが証明された。

## 文化的参照
柱が破壊されたことで、一時的に人気のある曲が増えたが、その中にはダブリナーズの『ネルソンの別れ』も含まれている。
150年以上の歴史の中で、柱はダブリンの生活に欠かせない存在であり、当時のアイルランド文学にもしばしば反映されていた。ジェイムズ・ジョイスの小説『ユリシーズ』（1922年）は、1904年6月16日のある日のダブリンの様子を綿密に描いたものである。柱の基部では、市内各地からの路面電車が行き交い、その間、スティーブン・デダルスは、「片手の不倫相手」を見上げながら、梅を食べて石を下の人に吐き捨てる観賞室への階段を登る二人の老人が絡むシーンを妄想している。
ジョイスは、アイルランドとイングランドの関係は、共有された歴史の中で不可欠な要素であるというイェイツの見解に共感し、「なぜ私がアイルランドと私に形と運命を与えた条件を変えなければならないと思うのか教えてくれないか？」と尋ねた。オリバー・セント・ジョン・ゴガーティは、文学的回顧録『サックビル通りを下っていたとき（As I Was Going Down Sackville Street）』で、柱を「ダブリンにある最も壮大なもの」と考えており、「白い石の像がトラファルガーとナイル川に向かって永遠に南を見つめていた」と述べている。この柱は、「文明の終焉を意味し、18世紀ダブリンの偉大な時代の集大成である」とゴガティは述べている。イェイツの1927年の詩『3つのモニュメント（The Three Monuments）』では、パーネル、ネルソン、オコンネルがそれぞれのモニュメントに描かれており、独立後のアイルランドの指導者たちの硬直した道徳心と勇気のなさをあざ笑う。
後に執筆したブレンダン・ベハンは、『アイルランドの反逆者の告白（Confessions of an Irish Rebel）』（1965年）の中で、フェニアンの視点から、アイルランドはネルソンに何の借りもなく、ダブリンの貧しい人々は柱を「自分たちの国での自分たちの無力さを痛感している」と書いている。詩『ダブリン』（1939年）では、イギリスの支配の名残がアイルランドから取り除かれようとしている時に書かれ、ルイ・マクニースは「ネルソンは柱の上にいて、自分の世界が崩壊するのを見ている」ことを思い描いている。
ジョン・ボインの2017年の小説『心の見えない怒り（The Heart's Invisible Furies）』には、中盤に柱の爆発を特徴とするシーンがある。